# Behr Blanka
Rosenákné Behr Blanka (Paks, 1881. május 7. – USA, 1965. január 10.) írónő. 

## Életútja
Behr Jakab (1827–1915) paksi nagykereskedő és Spitzer Karolina leányaként született. Negyvenéves korában kezdett el írni. Meglepő stíluskészséget eláruló első novellái az Egyenlőség, a Múlt és Jövő és a napilapok hasábjain jelentek meg. Házasság című könyvével nagy sikert aratott. Mint írót foglalkoztatták a magyar zsidóság társadalmi helyzetének ellentmondásai és beilleszkedési problémái. 1934. november elején az Izraelita Szegénymenyasszonyokat Kiházasító Egyesület fennállásának 25. évfordulója alkalmából ünnepi előadást tartott, s bevezetőül a zsidó folklórnak a magyar irodalomban elfoglalt helyzetét vázolta, majd egy novelláját olvasta fel.

## Magánélete
Férje Rosenák (Rozenák) Miksa (Nádas, 1867. március 27. – New York, USA, 1959. szeptember 25.) sebészorvos, a budapesti izraelita kórház igazgató-főorvosa volt, akivel 1900. június 12-én kötöttek házasságot Pakson.
Lánya Rosenák Margit volt, dr. Berend Béla ügyvéd felesége.

## Művei
- Judith (regény, 1922)
- Éva (regény, 1923)
- Házasság (regény, Pantheon, 1928)
- Fehér egér (színmű, 1930, megjelent: 1937)